# Васильева, Алина Викторовна
Алина Викторовна Васильева (11 декабря 1985, Малорита, Брестская область) — белорусская футболистка, защитница. Выступала за сборную Белоруссии. Неоднократная чемпионка Белоруссии.

## Биография
Воспитанница футбольных секций в Малорите и Бресте, первый тренер — Александр Сергеевич Лядинский. В 2004 году выступала за Витебское училище олимпийского резерва. На взрослом уровне начала выступать в брестских клубах «Жемчужина» и «Виктория-86» в высшей лиге Белоруссии. В 2011 году перешла в ЖФК «Минск», в котором выступала следующие четыре сезона, становилась чемпионкой страны (2013, 2014) и серебряным призёром (2012), обладательницей (2013, 2014) и финалисткой (2012) Кубка Белоруссии, обладательницей национального Суперкубка (2014). В составе «Минска» принимала участие в матчах еврокубков. После ухода из столичной команды, в 2015—2016 годах играла за клуб «Надежда-Днепр» (Могилёв), стала двукратным бронзовым призёром чемпионата Белоруссии.
В 2017 году перешла в российский клуб «Дончанка» (Азов), но провела в его составе только один матч в высшем дивизионе России — 24 апреля 2017 года в игре против ЦСКА вышла на замену на 30-й минуте вместо Ульяны Николаевой.
После возвращения в Белоруссию провела ещё один сезон в составе «Минска», с которым стала чемпионкой, обладательницей Кубка и Суперкубка Белоруссии 2018 года. Затем играла за клубы «Бобруйчанка» (Бобруйск) и «Зорка-БДУ» (Минск). Всего в высшей лиге Белоруссии сыграла более 200 матчей.
С 2004 года выступала за национальную сборную Белоруссии. В отборочных турнирах чемпионатов мира и Европы провела не менее 10 матчей, стала автором одного гола — 25 октября 2009 года в ворота Македонии. Последние официальные матчи за сборную сыграла в 2014 году, однако вызывалась в состав команды и позднее.